# Frieder Bernius

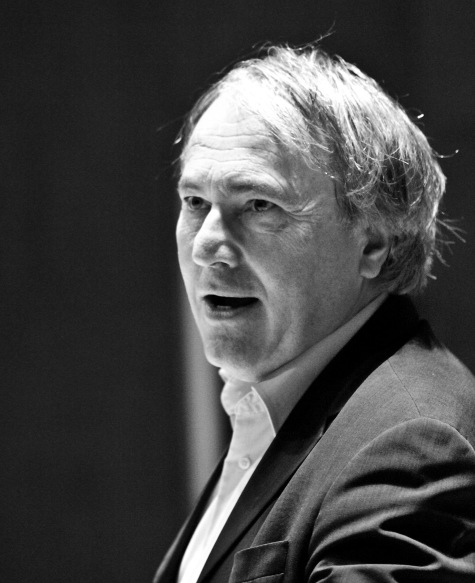
Frieder Bernius

Frieder Bernius (Ludwigshafen am Rhein, 1947) es un director de coro y director de orquesta alemán. Fundó en 1968 el Stuttgart-Kammerchor (Coro de Cámara de Stuttgart), con el que ha realizado numerosas y prestigiosas grabaciones discográficas que han merecido numerosos premios. En 1985 fundó la Barockorchester Stuttgart (Orquesta Barroca de Stuttgart) con el propósito de interpretar las obras del Barroco con criterios musicológicos. En 1987 fundó el Internationalen Festtage Alter Musik en Stuttgart, dedicado a la interpretación de la Música antigua. 

## Premios
Bernius ha desarrollado una importante carrera como director de orquesta. Aparte de la Barockorchester Stuttgart, ha colaborado estrechamente con otras orquestas barrocas como Musica Fiata Köln, La Grande Ecurie et la Chambre du Roy (de París) y Tafelmusic (Toronto). Por sus grabaciones o su trayectoria personal ha merecido numerosos premios. 
- 2006: Premio de la crítica discográfica alemana por su grabación de obras corales de Felix Mendelssohn con el Kammerchor Stuttgart.
- 2005: Premio de la crítica discográfica alemana por su grabación de música de Johann Sebastian Bach y Carl Philipp Emanuel Bach con el Stuttgart-Kammerchor, la Barockorchester Stuttgart y solistas.
- 2004: Premio Europäischen Kirchenmusik (Alemania).
- 1990: Premio Edison (Países Bajos) por su grabación de música de Heinrich Schütz con el grupo Musica Fiata de Colonia (Alemania).
- 1990: Diapason d'Or (Francia) por su grabación de la Missa Dei Filii de Jan Dismas Zelenka con la orquesta Tafelmusik.